# Molly Peters
Pour les articles homonymes, voir Peters.
Molly Peters est une actrice et mannequin britannique, née le 15 mars 1942 à Walsham-le-Willows et morte le 30 mai 2017,.

## Biographie
Molly Peters a commencé sa carrière comme modèle et a été repérée par Terence Young.[réf. nécessaire]
Elle est apparue dans une dizaine de films et téléfilms pendant les années 1960. Son rôle le plus en vue a été celui de la James Bond girl Patricia Fearing dans Opération Tonnerre (Thunderball) en 1965 avec Sean Connery dans le premier rôle.
Elle décède d'un AVC le 30 mai 2017 à 75 ans.

## Filmographie
- 1965 : Opération Tonnerre (Thunderball) de Terence Young
- 1966 : Guet-apens à Téhéran (Geheimnis der gelben Mönche) de Manfred R. Köhler